# TMK

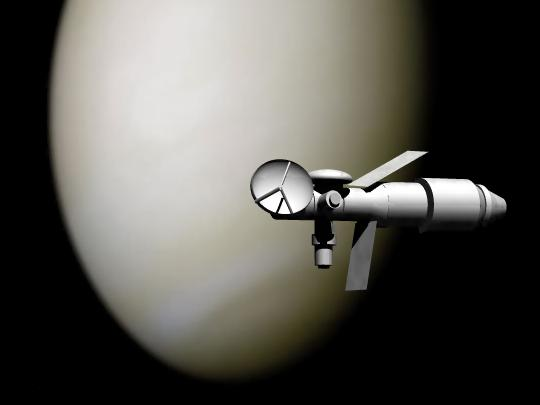
Recreación artística de la TMK-MAVR en órbita de Venus.

TMK (en ruso Тяжелый Межпланетный Корабль, Tyazhelyi Mezhplanetnyi Korabl) fue el nombre de un proyecto de nave espacial de la URSS para realizar vuelos orbitales tripulados a Marte y Venus (diseño TMK-MAVR), en ambos casos inicialmente simples circunnavegaciones orbitales, sin aterrizaje, si bien en el caso de Marte se realizaron también desarrollos enfocados a una potencial misión en la superficie. 
Todos los diseños partieron del inicialmente propuesto por un grupo del Departamento 3 del OKB-1 en 1959. La primera misión de la nave TMK, para ir a Marte, estaba proyectada que fuera lanzada en junio de 1971 y que durara tres años, regresando a la Tierra en julio de 1974.
Posteriormente el proyecto TMK fue replanteado como una posible respuesta soviética a los viajes tripulados estadounidenses a la Luna. El proyecto nunca fue completado, debido a que se basaba en el desarrollo del cohete N-1, cancelado oficialmente en agosto de 1974 por Valentín Glushko.